# گمینا شویژاوا
گمینا شویژاوا (به لهستانی:  Gmina Świerzawa) یک گمینا در لهستان است که در شهرستان زووتوریا واقع شده است. گمینا شویژاوا ۱۵۷٫۷۲ کیلومتر مربع مساحت و ۷٬۸۰۸ نفر جمعیت دارد.